# Lista över kvinnliga OS-medaljörer i löpning

## 100 m
| År   | Guld                     | Guld          | Silver                 | Silver         | Brons                          | Brons        |
| 1928 | Betty Robinson           | USA           | Fanny Rosenfeld        | Kanada         | Ethel Smith                    | Kanada       |
| 1932 | Stanisława Walasiewicz   | Polen         | Hilda Strike           | Kanada         | Wilhelmina von Bremen          | USA          |
| 1936 | Helen Stephens           | USA           | Stanisława Walasiewicz | Polen          | Käthe Krauss                   | Tyskland     |
| 1948 | Fanny Blankers-Koen      | Nederländerna | Dorothy Manley         | Storbritannien | Shirley Strickland             | Australien   |
| 1952 | Marjorie Jackson         | Australien    | Daphne Hasenjager      | Sydafrika      | Shirley Strickland de la Hunty | Australien   |
| 1956 | Betty Cuthbert           | Australien    | Christa Stubnick       | Tyskland       | Marlene Matthews               | Australien   |
| 1960 | Wilma Rudolph            | USA           | Dorothy Hyman          | Storbritannien | Giuseppina Leone               | Italien      |
| 1964 | Wyomia Tyus              | USA           | Edith McGuire          | USA            | Ewa Kłobukowska                | Polen        |
| 1968 | Wyomia Tyus              | USA           | Barbara Ferrell        | USA            | Irena Szewińska                | Polen        |
| 1972 | Renate Stecher           | Östtyskland   | Raelene Boyle          | Australien     | Silvia Chibás                  | Kuba         |
| 1976 | Annegret Richter         | Västtyskland  | Renate Stecher         | Östtyskland    | Inge Helten                    | Västtyskland |
| 1980 | Ludmilla Kondratjeva     | Sovjetunionen | Marlies Göhr           | Östtyskland    | Ingrid Auerswald               | Östtyskland  |
| 1984 | Evelyn Ashford           | USA           | Alice Brown            | USA            | Merlene Ottey                  | Jamaica      |
| 1988 | Florence Griffith-Joyner | USA           | Evelyn Ashford         | USA            | Heike Drechsler                | Västtyskland |
| 1992 | Gail Devers              | USA           | Juliet Cuthbert        | Jamaica        | Irina Privalova                | OSS          |
| 1996 | Gail Devers              | USA           | Merlene Ottey          | Jamaica        | Gwen Torrence                  | USA          |
| 2000 | Marion Jones             | USA           | Ekaterini Thanou       | Grekland       | Tayna Lawrence                 | Jamaica      |
| 2004 | Julija Nesterenko        | Vitryssland   | Lauryn Williams        | USA            | Veronica Campbell              | Jamaica      |

## 200 m
| År   | Guld                     | Guld          | Silver                   | Silver         | Brons                 | Brons          |
| 1948 | Fanny Blankers-Koen      | Nederländerna | Audrey Williamson        | Storbritannien | Audrey Patterson      | USA            |
| 1952 | Marjorie Jackson         | Australien    | Bertha Brouwer           | Nederländerna  | Nadezjda Chnykina     | Sovjetunionen  |
| 1956 | Betty Cuthbert           | Australien    | Christa Stubnick         | Tyskland       | Marlene Mathews       | Australien     |
| 1960 | Wilma Rudolph            | USA           | Jutta Heine              | Tyskland       | Dorothy Hyman         | Storbritannien |
| 1964 | Edith McGuire            | USA           | Irena Kirszenstein       | Polen          | Marilyn Black         | Australien     |
| 1968 | Irena Szewińska          | Polen         | Raelene Boyle            | Australien     | Jenny Lamy            | Australien     |
| 1972 | Renate Stecher           | Östtyskland   | Raelene Boyle            | Australien     | Irena Szewińska       | Polen          |
| 1976 | Bärbel Eckert            | Östtyskland   | Annegret Richter         | Västtyskland   | Renate Stecher        | Östtyskland    |
| 1980 | Bärbel Wöckel            | Östtyskland   | Natalja Botjina          | Sovjetunionen  | Merlene Ottey         | Jamaica        |
| 1984 | Valerie Brisco-Hooks     | USA           | Florence Griffith Joyner | USA            | Merlene Ottey         | Jamaica        |
| 1988 | Florence Griffith-Joyner | USA           | Grace Jackson            | Jamaica        | Heike Drechsler       | Östtyskland    |
| 1992 | Gwen Torrence            | USA           | Juliet Cuthbert          | Jamaica        | Merlene Ottey         | Jamaica        |
| 1996 | Marie-José Pérec         | Frankrike     | Merlene Ottey            | Jamaica        | Mary Onyali           | Nigeria        |
| 2000 | Marion Jones             | USA           | Pauline Davis            | Bahamas        | Susanthika Jayasinghe | Sri Lanka      |
| 2004 | Veronica Campbell        | Jamaica       | Allyson Felix            | USA            | Debbie Ferguson       | Bahamas        |

## 400 m
| År   | Guld                     | Guld          | Silver                | Silver          | Brons              | Brons          |
| 1964 | Betty Cuthbert           | Australien    | Ann Packer            | Storbritannien  | Judy Amoore        | Australien     |
| 1968 | Colette Besson           | Frankrike     | Lillian Board         | Storbritannien  | Natalja Petjonkina | Sovjetunionen  |
| 1972 | Monika Zehrt             | Östtyskland   | Rita Wilden           | Västtyskland    | Kathy Hammond      | USA            |
| 1976 | Irena Szewińska          | Polen         | Christina Brehmer     | Östtyskland     | Ellen Streidt      | Östtyskland    |
| 1980 | Marita Koch              | Östtyskland   | Jarmila Kratochvílová | Tjeckoslovakien | Christina Lathan   | Östtyskland    |
| 1984 | Valerie Brisco-Hooks     | USA           | Chandra Cheeseborough | USA             | Kathy Cook         | Storbritannien |
| 1988 | Olga Bryzgina            | Sovjetunionen | Petra Müller          | Östtyskland     | Olga Nazarova      | Sovjetunionen  |
| 1992 | Marie-José Pérec         | Frankrike     | Olga Bryzgina         | OSS             | Ximena Restrepo    | Colombia       |
| 1996 | Marie-José Pérec         | Frankrike     | Cathy Freeman         | Australien      | Falilat Ogunkoya   | Nigeria        |
| 2000 | Cathy Freeman            | Australien    | Lorraine Graham       | Jamaica         | Katharine Merry    | Storbritannien |
| 2004 | Tonique Williams-Darling | Bahamas       | Ana Guevara           | Mexiko          | Natalja Antjuch    | Ryssland       |

## 800 m
| År   | Guld                | Guld           | Silver             | Silver        | Brons                | Brons          |
| 1928 | Lina Radke          | Tyskland       | Kinuye Hitomi      | Japan         | Inga Gentzel         | Sverige        |
| 1960 | Ljudmila Sjevtsova  | Sovjetunionen  | Brenda Jones       | Australien    | Ursula Donath        | Tyskland       |
| 1964 | Ann Packer          | Storbritannien | Maryvonne Dupureur | Frankrike     | Marise Chamberlain   | Nya Zeeland    |
| 1968 | Madeline Manning    | USA            | Ilona Silai        | Rumänien      | Mia Gommers          | Nederländerna  |
| 1972 | Hildegard Falck     | Västtyskland   | Nijolė Sabaitė     | Sovjetunionen | Gunhild Hoffmeister  | Östtyskland    |
| 1976 | Tatjana Kazankina   | Sovjetunionen  | Nikolina Sjtereva  | Sovjetunionen | Elfi Zinn            | Östtyskland    |
| 1980 | Nadezjda Olizarenko | Sovjetunionen  | Olga Minejeva      | Sovjetunionen | Tatjana Providochina | Sovjetunionen  |
| 1984 | Doina Melinte       | Rumänien       | Kim Gallagher      | USA           | Fița Lovin           | Rumänien       |
| 1988 | Sigrun Wodars       | Östtyskland    | Christine Wachtel  | Östtyskland   | Kim Gallagher        | USA            |
| 1992 | Ellen van Langen    | Nederländerna  | Lilia Nurutdinova  | OSS           | Ana Fidelia Quirot   | Kuba           |
| 1996 | Svetlana Masterkova | Ryssland       | Ana Fidelia Quirot | Kuba          | Maria Mutola         | Moçambique     |
| 2000 | Maria Mutola        | Moçambique     | Stephanie Graf     | Österrike     | Kelly Holmes         | Storbritannien |
| 2004 | Kelly Holmes        | Storbritannien | Hasna Benhassi     | Marocko       | Jolanda Ceplak       | Slovakien      |

## 1500 m
| År   | Guld                | Guld           | Silver                | Silver        | Brons               | Brons         |
| 1972 | Ljudmila Bragina    | Sovjetunionen  | Gunhild Hoffmeister   | Östtyskland   | Paola Cacchi        | Italien       |
| 1976 | Tatjana Kazankina   | Sovjetunionen  | Gunhild Hoffmeister   | Östtyskland   | Ulrike Klapezynski  | Östtyskland   |
| 1980 | Tatjana Kazankina   | Sovjetunionen  | Christiane Wartenberg | Östtyskland   | Nadezjda Olizarenko | Sovjetunionen |
| 1984 | Gabriella Dorio     | Italien        | Doina Melinte         | Rumänien      | Maricica Puica      | Rumänien      |
| 1988 | Paula Ivan          | Rumänien       | Laimutė Baikauskaitė  | Sovjetunionen | Tatjana Samolenko   | Sovjetunionen |
| 1992 | Hassiba Boulmerka   | Algeriet       | Ljudmila Rogatjova    | OSS           | Qu Yunxia           | Kina          |
| 1996 | Svetlana Masterkova | Ryssland       | Gabriela Szabo        | Rumänien      | Theresia Kiesl      | Österrike     |
| 2000 | Nouria Mérah-Benida | Algeriet       | Violeta Szekely       | Rumänien      | Gabriela Szabo      | Rumänien      |
| 2004 | Kelly Holmes        | Storbritannien | Tatjana Tomashova     | Ryssland      | Maria Cioncan       | Rumänien      |

## 3000 m
| År   | Guld              | Guld          | Silver            | Silver         | Brons           | Brons          |
| 1984 | Maricica Puică    | Rumänien      | Wendy Sly         | Storbritannien | Lynn Williams   | Kanada         |
| 1988 | Tatjana Samolenko | Sovjetunionen | Paula Ivan        | Rumänien       | Yvonne Murray   | Storbritannien |
| 1992 | Jelena Romanova   | OSS           | Tatjana Samolenko | OSS            | Angela Chalmers | Kanada         |

## 5000 m
| År   | Guld           | Guld     | Silver           | Silver | Brons           | Brons    |
| 1996 | Wang Junxia    | Kina     | Pauline Konga    | Kenya  | Roberta Brunet  | Italien  |
| 2000 | Gabriela Szabo | Rumänien | Sonia O'Sullivan | Irland | Gete Wami       | Etiopien |
| 2004 | Meseret Defar  | Etiopien | Isabella Ochichi | Kenya  | Tirunesh Dibaba | Etiopien |

## 10000 m
| År   | Guld             | Guld          | Silver           | Silver         | Brons            | Brons         |
| 1988 | Olga Bondarenko  | Sovjetunionen | Liz McColgan     | Storbritannien | Jelena Zjupijova | Sovjetunionen |
| 1992 | Derartu Tulu     | Etiopien      | Elana Meyer      | Sydafrika      | Lynn Jennings    | USA           |
| 1996 | Fernanda Ribeiro | Portugal      | Wang Junxia      | Kina           | Gete Wami        | Etiopien      |
| 2000 | Derartu Tulu     | Etiopien      | Gete Wami        | Etiopien       | Fernanda Ribeiro | Portugal      |
| 2004 | Huina Xing       | Kina          | Ejagayehu Dibaba | Etiopien       | Derartu Tulu     | Etiopien      |

## Maraton
| År   | Guld               | Guld     | Silver             | Silver     | Brons            | Brons       |
| 1984 | Joan Benoit        | USA      | Grete Waitz        | Norge      | Rosa Mota        | Portugal    |
| 1988 | Rosa Mota          | Portugal | Lisa Martin        | Australien | Katrin Dörre     | Östtyskland |
| 1992 | Valentina Jegorova | OSS      | Yuko Arimori       | Japan      | Lorraine Moller  | Nya Zeeland |
| 1996 | Fatuma Roba        | Etiopien | Valentina Jegorova | Ryssland   | Yuko Arimori     | Japan       |
| 2000 | Naoko Takahashi    | Japan    | Lidia Simon        | Rumänien   | Joyce Chepchumba | Kenya       |
| 2004 | Mizuki Noguchi     | Japan    | Catherine Ndereba  | Kenya      | Deena Kastor     | USA         |

## 80 mhäck
| År   | Guld                           | Guld          | Silver             | Silver         | Brons              | Brons      |
| 1932 | Babe Didrikson                 | USA           | Evelyne Hall       | USA            | Marjorie Clark     | Sydafrika  |
| 1936 | Trebisonda Valla               | Italien       | Anni Steuer        | Tyskland       | Betty Taylor       | Kanada     |
| 1948 | Fanny Blankers-Koen            | Nederländerna | Maureen Gardner    | Storbritannien | Shirley Strickland | Australien |
| 1952 | Shirley Strickland de la Hunty | Australien    | Maria Golubnitjaja | Sovjetunionen  | Maria Sander       | Tyskland   |
| 1956 | Shirley Strickland de la Hunty | Australien    | Gisela Köhler      | Tyskland       | Norma Thrower      | Australien |
| 1960 | Irina Press                    | Sovjetunionen | Carole Quinton     | Storbritannien | Gisela Birkemeyer  | Tyskland   |
| 1964 | Karin Balzer                   | Tyskland      | Teresa Ciepły      | Polen          | Pam Kilborn        | Australien |
| 1968 | Maureen Caird                  | Australien    | Pam Kilborn        | Australien     | Chi Cheng          | Taiwan     |

## 100 mhäck
| År   | Guld                    | Guld          | Silver            | Silver         | Brons                | Brons         |
| 1972 | Annelie Ehrhardt        | Östtyskland   | Valeria Bufanu    | Rumänien       | Karin Balzer         | Östtyskland   |
| 1976 | Johanna Schaller        | Östtyskland   | Tatjana Anisimova | Sovjetunionen  | Natalja Lebedeva     | Sovjetunionen |
| 1980 | Vera Komisova           | Sovjetunionen | Johanna Klier     | Östtyskland    | Lucyna Langer        | Polen         |
| 1984 | Benita Fitzgerald-Brown | USA           | Shirley Strong    | Storbritannien | Michèle Chardonnet   | Frankrike     |
| 1984 | Benita Fitzgerald-Brown | USA           | Shirley Strong    | Storbritannien | Kim Turner           | USA           |
| 1988 | Jordanka Donkova        | Bulgarien     | Gloria Siebert    | Östtyskland    | Claudia Zackiewicz   | Västtyskland  |
| 1992 | Voula Patoulidou        | Grekland      | LaVonna Martin    | USA            | Jordanka Donkova     | Bulgarien     |
| 1996 | Ludmila Engquist        | Sverige       | Brigita Bukovec   | Slovakien      | Patricia Girard-Léno | Frankrike     |
| 2000 | Olga Sjisjigina         | Kazakstan     | Glory Alozie      | Nigeria        | Melissa Morrison     | USA           |
| 2004 | Joanna Hayes            | USA           | Olena Krasovska   | Ukraina        | Melissa Morrison     | USA           |

## 400 mhäck
| År   | Guld                 | Guld           | Silver                  | Silver        | Brons                       | Brons       |
| 1984 | Nawal El Moutawakel  | Marocko        | Judi Brown              | USA           | Cristeana Cojocaru          | Rumänien    |
| 1988 | Debbie Flintoff-King | Australien     | Tatjana Ledovskaja      | Sovjetunionen | Ellen Fiedler               | Östtyskland |
| 1992 | Sally Gunnell        | Storbritannien | Sandra Farmer-Patrick   | USA           | Janeene Vickers             | USA         |
| 1996 | Deon Hemmings        | Jamaica        | Kim Batten              | USA           | Tonja Buford-Bailey         | USA         |
| 2000 | Irina Privalova      | Ryssland       | Deon Hemmings           | Jamaica       | Nezha Bidouane              | Marocko     |
| 2004 | Fani Halkia          | Grekland       | Ionela Tirlea-Manolache | Rumänien      | Tetiana Tereshchuk-Antipova | Ukraina     |